# Croton sonderianus
Espèce
Croton sonderianus est une espèce de plantes à fleurs du genre Croton et de la famille des Euphorbiaceae, présent au nord-est du Brésil (jusqu'à l'État du Minas Gerais).
Il a pour synonyme :
- Oxydectes sonderiana, (Müll.Arg.) Kuntze